# Saza
Saza (佐々町?) è una cittadina giapponese della prefettura di Nagasaki.